# Maassluis
Maassluis – miasto w zachodniej Holandii, w prowincji Holandia Południowa, zamieszkiwana przez ok. 32 tys. osób.

## Historia
Maassluis zostało wybudowane około 1340 roku jako osada przy śluzie na zaporze wodnej między Morzem Północnym i Rotterdamem. Początkowo nazywało się Maeslandsluys i było częścią Maesland. Podczas wojny osiemdziesięcioletniej Filip z Marnix, lord Sint-Aldegonde rozpoczął budowę murów obronnych, jednakże przed zakończeniem budowy, w 1573 roku został jeńcem. Rok później Maeslandsluys zostało rozgrabione przez hiszpańskie oddziały wojsk.
16 maja 1614 roku Maeslandsluys zostało oddzielone od Maesland i nazwane Maassluis. W 1624 roku mury obronne zostały zniszczone, by umożliwić budowę kościoła, którego konstrukcja zaczęła się w 1629 roku, a ukończona została 10 lat później. W 1811 roku Napoleon Bonaparte przyznał Maassluis prawa miejskie.

## W kulturze
Maassluis było planem filmowym holenderskiego dramatu Spetters z 1980 roku, wyreżyserowanego przez Paula Verhoevena.

## Urodzeni w Maassluis
- Abraham Kuyper (1837-1920) – holenderski polityk, premier Holandii w latach 1901-1905
- Maarten ’t Hart (ur. 1944) – holenderski pisarz
- Niko Koffemann (ur. 1958) – holenderski polityk
- Jan Verhaas (ur. 1966) – sędzia snookerowy
- Khalid Boulahrouz (ur. 1981) – holenderski piłkarz
- Tonny Trindade de Vilhena (ur. 1995) – holenderski piłkarz

## Galeria

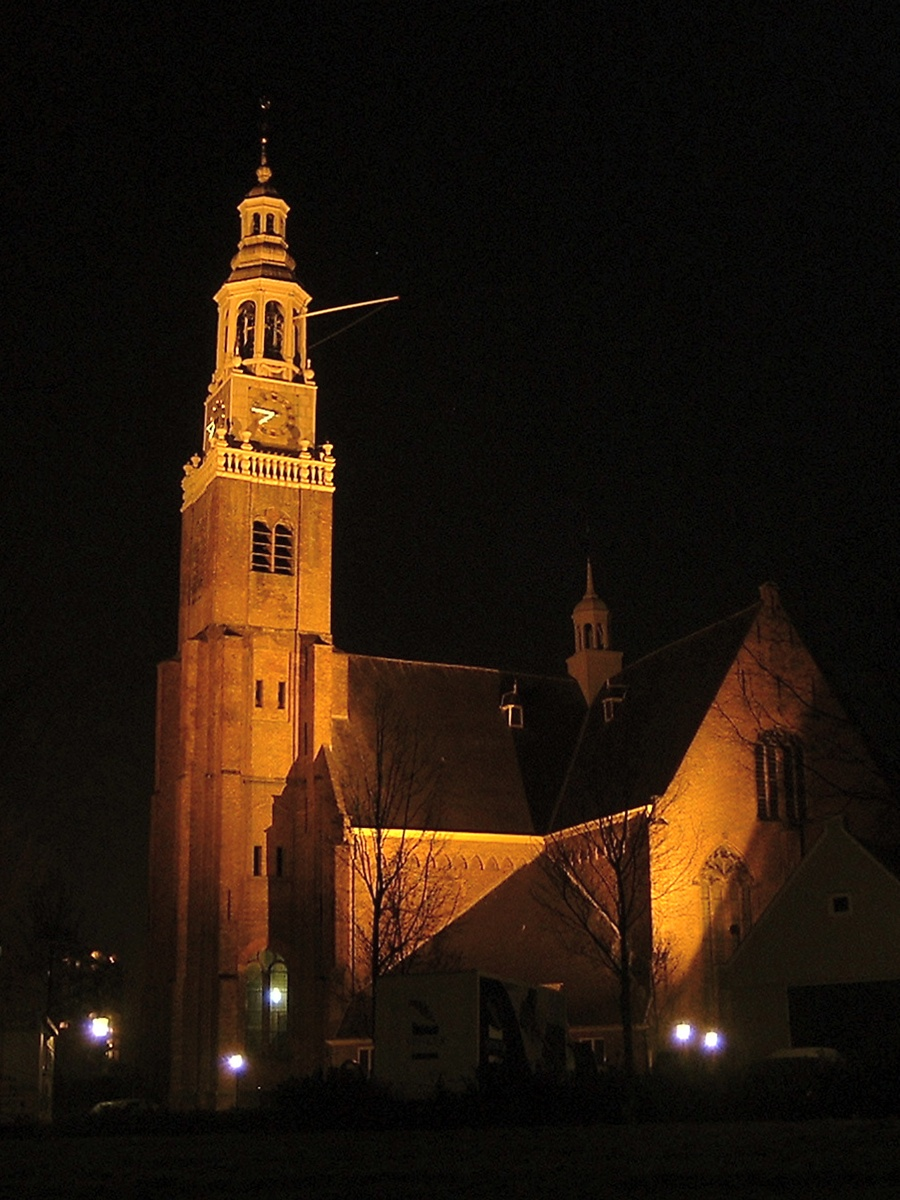
Kościół w Maassluis
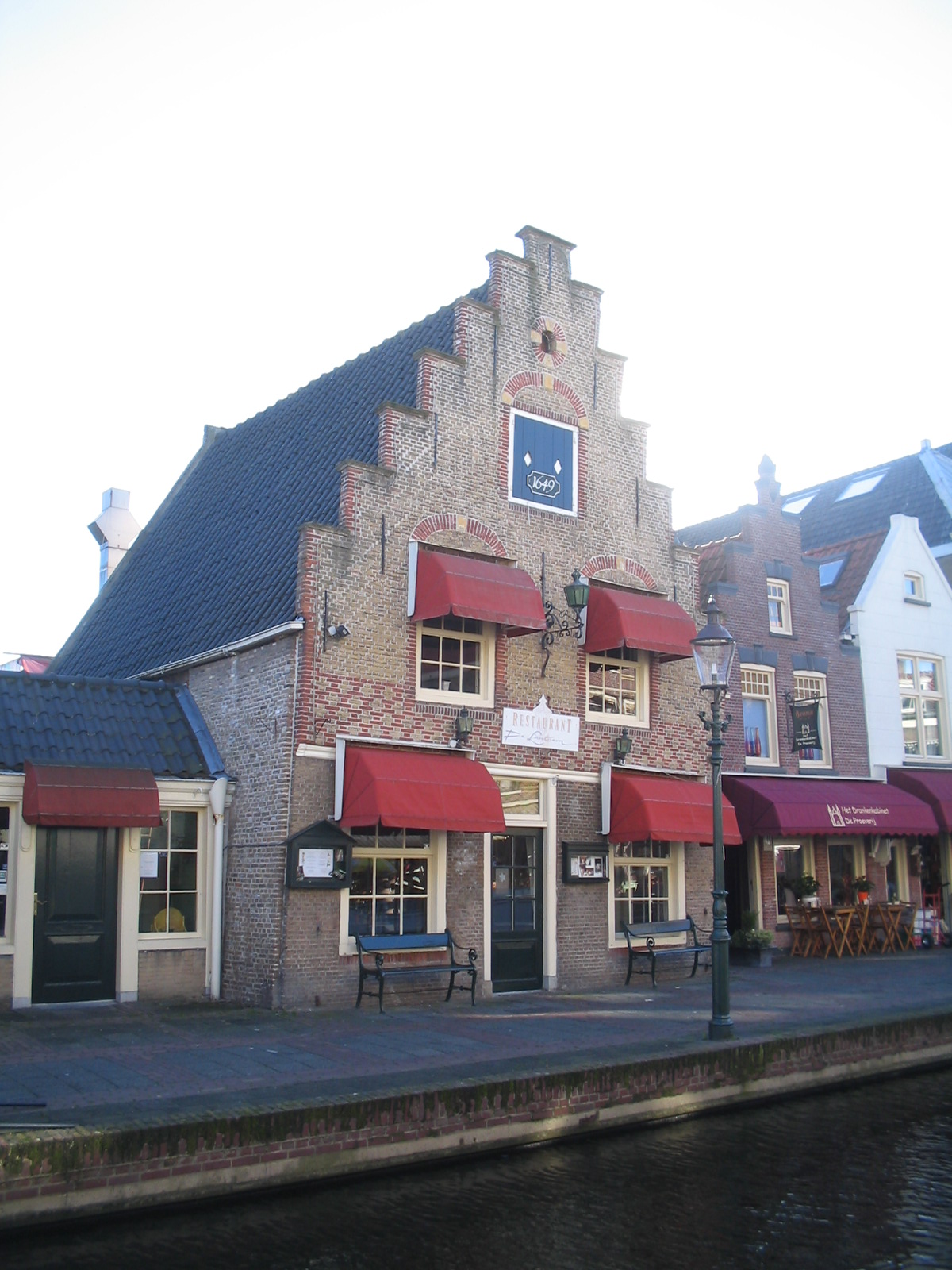
Budowla z 1649 roku
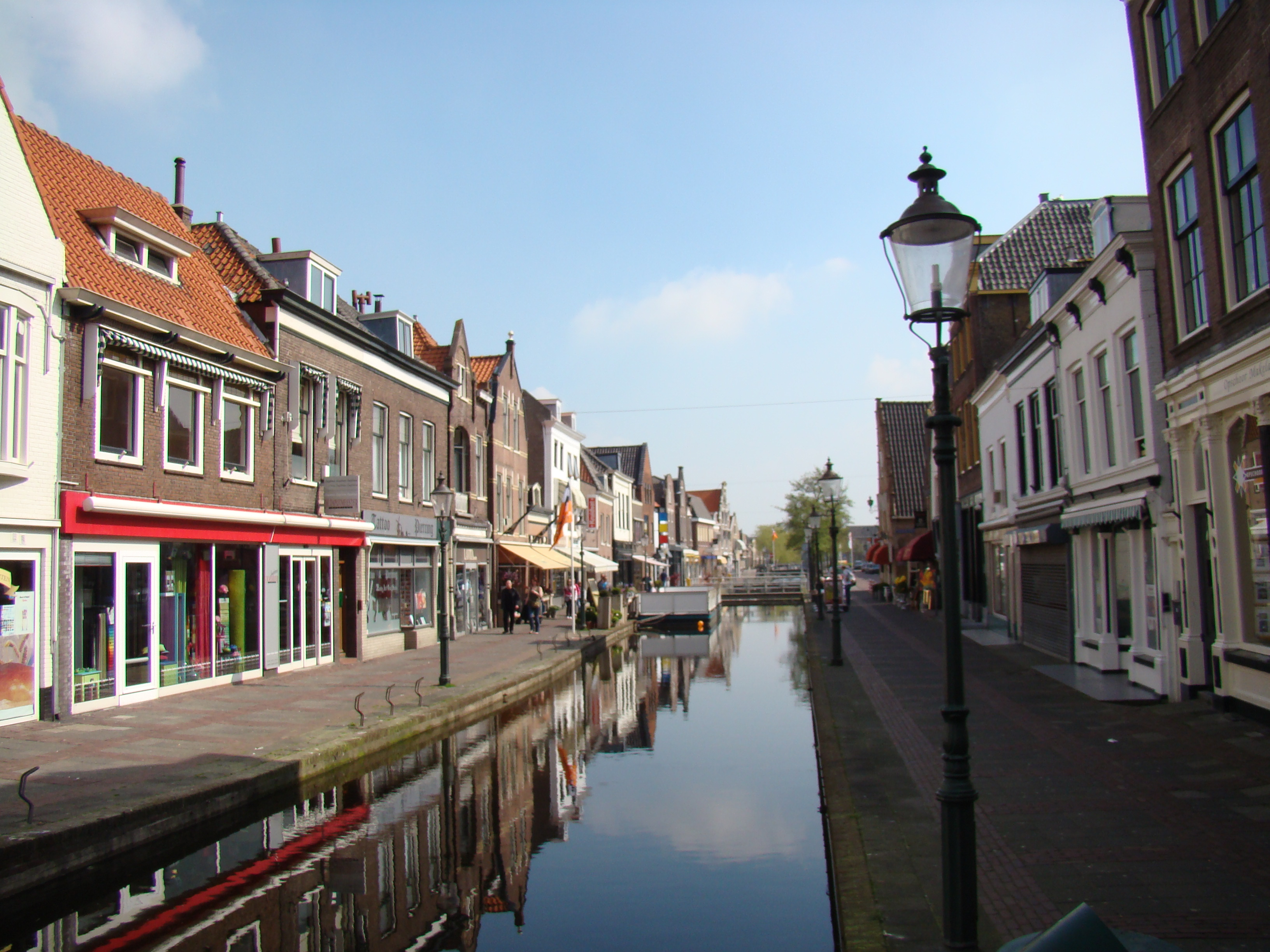
Centrum miasta
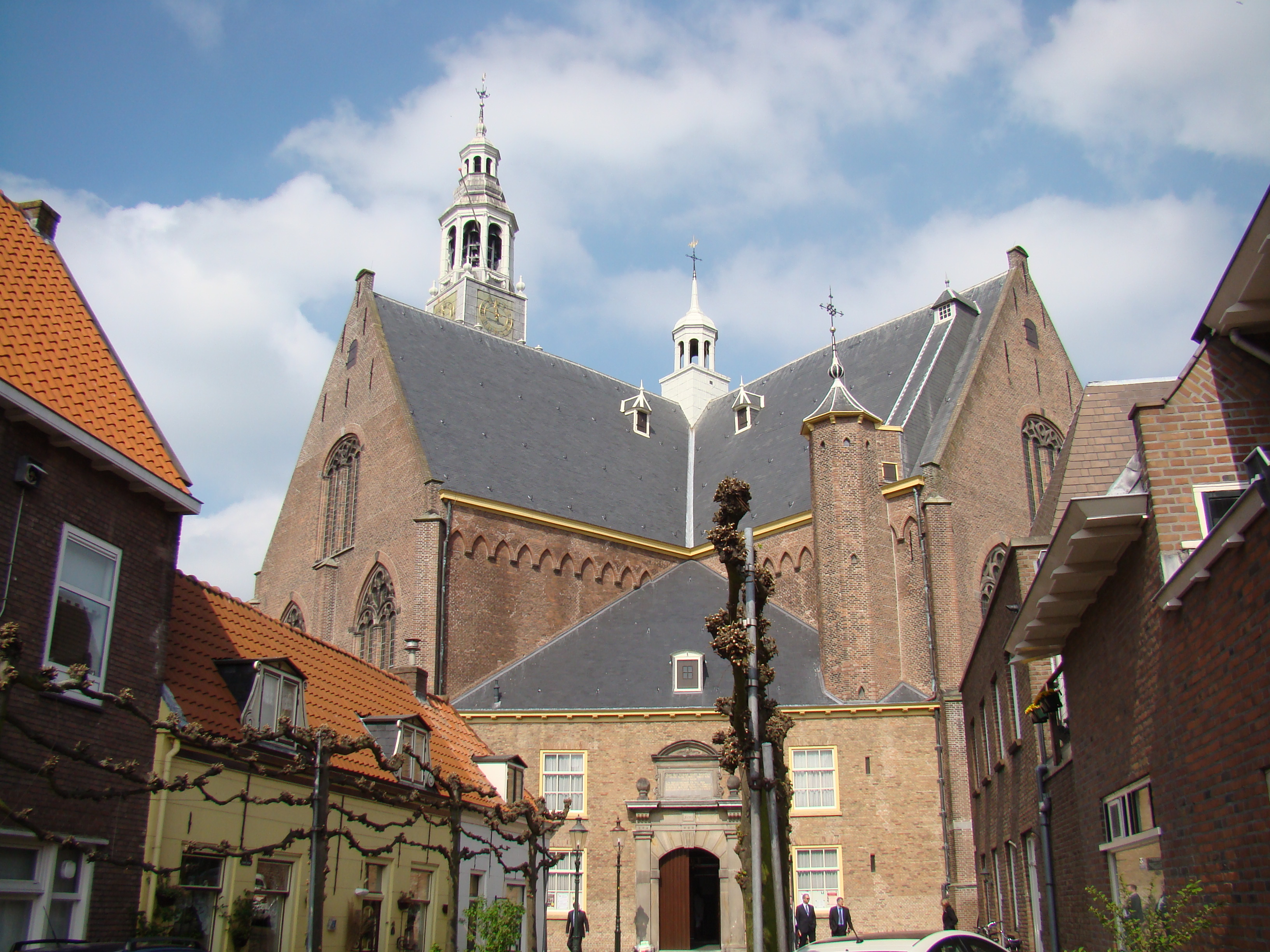
Kościół w Maassluis